# Vany
Vany (Duits: Warningen) is een gemeente in het Franse departement Moselle in de regio Grand Est en telt 332 inwoners (2005).

## Geschiedenis
De gemeente maakte deel uit van het kanton Montigny-lès-Metz in het arrondissement Metz-Campagne tot op 22 maart 2015 beide werden opgeheven. Vantoux werd opgenomen in het nieuwgevormde kanton Le Pays Messin, dat onderdeel werd van het arrondissement Metz.
De reden dat in het dorpswapen, het Maltezer kruis terugkomt heeft te maken met de historische eigenaren van het dorp, de Paraigefamilie de Mitry uit de historische Rijksstad Metz. Tevens behoorde het dorp to het bezit van de Abbaye Saint-Vincent de Metz.

## Geografie
De oppervlakte van Vany bedraagt 3,1 km², de bevolkingsdichtheid is 107,1 inwoners per km².
De onderstaande kaart toont de ligging van Vany met de belangrijkste infrastructuur en aangrenzende gemeenten.

## Demografie
Onderstaande figuur toont het verloop van het inwonertal (bron: INSEE-tellingen).